# Sakura Kasugano
Sakura Kasugano (春日野 さくら?, Kasugano Sakura), chiamata semplicemente Sakura, è un personaggio immaginario della serie videoludica Street Fighter.
Durante le vicende di Street Fighter Alpha  la studentessa giapponese ha 15 anni, ammiratrice sfrenata di Ryu, a tal punto da averne copiato alcune delle tecniche più famose personalizzandole, ma desiderosa di essere sua allieva direttamente.
Sakura combatte indossando l'uniforme scolastica tipica delle studentesse giapponesi, consistente in una maglia a maniche corte, una gonna, più una fascia che indossa sulla fronte in omaggio a Ryu; guanti da combattimento corpo a corpo completano il vestiario della scolaretta.
A seguito del debutto in Street Fighter Alpha, appare come personaggio giocabile anche in Rival Schools: United by Fate, la serie Street Fighter EX, la serie Capcom vs. SNK ed altri giochi.
Sakura è disponibile anche nella versione console di Street Fighter IV e Street Fighter V.

## Storia
Sakura compare per la prima volta in Street Fighter Alpha 2, partecipando al torneo Street Fighter dopo aver visto Ryu in azione. È alla sua ricerca e desidera diventarne l'allieva.
Durante il viaggio, incontra molte persone, di cui parte ha avuto contatti con Ryu e sa dove potrebbe trovarsi: frattanto, Ryu deve ancora riprendersi dal potere oscuro del Satsui no Hadou. Trovatolo, Ryu chiede a Sakura di andarsene, perché corrotto dalla forza oscura e non è in grado di essere suo Sensei.
Per ricordo, Sakura decide di scattarsi almeno una foto con il suo beniamino.
In Rival Schools Sakura, assieme alla sua scuola, combatte contro le scuole rivali ad Aohura. Durante questi combattimenti, matura molto interiormente, rendendosi conto di quanto sia capace di proteggere ciò a cui tiene.
Combatte anche in Street Fighter Alpha 3, viaggiando per il mondo alla ricerca di Ryu. Partendo dal Giappone, incontra E. Honda e lo sfida al duello e, in seguito, la informa che Ryu non è più in Giappone, ma potrebbe trovarsi in India o in Thailandia.
Reincontra anche Karin Kanzuki, sua rivale contro cui combatte ma perde; Karin comunque si complimenta, perché il suo stile era molto migliore del suo e la vittoria non è sempre ciò che conta. Durante il viaggio con il suo autoproclamato Sensei Dan, incontra Blanka, promettendogli di sfidarlo in combattimento in futuro.
Continuando la ricerca di Ryu, si allena con Dan e, per caso, incontra Ken Masters, migliore amico di Ryu. Impressionato dallo spirito volenteroso di Sakura nel divenire allieva di Ryu, Ken si unisce a lei e, una volta giunti in Thailandia, trovano Ryu sotto il controllo mentale della Psyco Power di Bison (Vega nella versione originale).
Anche Sagat giunge, ingaggiando un duello contro Ryu, mentre Ken e Sakura tengono a bada Bison. Sia Sakura che Sagat, pesantemente feriti, fanno riprendere coscienza a Ryu, che riesce a ferire Bison, costringendolo alla fuga.
Ryu la informa che non può allenarla, e va via. Sakura lo insegue costantemente nei suoi passi. Frattanto, alla sua scuola, c'è l'amica Kei Chitose in sua attesa, spesso assieme a Sakura alle manifestazioni e tornei degli Street Fighter.
Mosse speciali
- Hadoken: imparato imitando Ryu, pecca di gittata, Sakura può potenziarlo, ma la gittata diminuisce. Presente in ogni titolo in cui appare il personaggio.
- Hadosho: mossa di Capcom vs Snk, costituisce l'hadoken, Sakura lo esegue come fosse un Hadoken liberando enrgia dai palmi che colpisce solo a distanza ravvicinata, utile per contrastare altre fireballs
- Soukuu Hadoken: hadoke. eseguito durante il salto
- Shouoken: Sakura colpisce con il pugno durante una corsa prima di eseguire un uppercut saltando che trascina l'avversario causando molteplici colpi, variante dello Shoryuken
- Shunpukyaku: imitazione del Tatsumaky Sempukiaku, sakura esegue il calcio saltando in una parabola
- Shunpurenkyaku: colpo aggiuntivo alla tecnica precedente, atterra l'avversario con un ulteriore calcio
- Okakyaku: Sakura colpisce dopo in salto con un doppio calcio
- Shunka Shutou: tecnica di Sakura usata nel gioco Super Gem Fighter Mini Mix, consiste. In una serie di pugni eseguiti correndo
- Sakura Othoshi: Sakura esegue un salto sul nemico per poi colpirlo fino a tre volte con un pugno a martello portato con entrambe le mani
- Shinku Hadoken:versione menonpotende della tecnica di Ryu
- Sakura Fubuki:super combo della serie Street Fighter 4 varia a seconds delle barre dinenergia caricate. Sakura eseguirà un calcio medio accovacciato e un calcio molto pesante, seguito da uno Shunpukyaku leggero e un servizio di tre Shouoken (due medi e uno multi -colpire pesantemente), poi Sakura eseguirà un Okakyaku e un Pendulum Upper terminando con Hadoken che colpisce tre volte
- Midare Zakura: tecnica consistente nel eseguire più Shouken consecutivamente(fino a tre nelle serie alpha e derivati)
- Haru Ichiban: vengono eseguite delle spazzate eseguendo calci circolari, terminando con un calcio che spinge l'avversario i dietro o verso l'alto, a seconda del livello della tecnica.
- Haru Ranman: Sakura si abbassa rapidamente ed esegue l'Haru Ichiban . Se il calcio alto va a segno e lancia il suo avversario in aria, lei gli salterà dietro, eseguendo un Sakura Otoshi con un solo colpo . Non appena l'avversario tocca terra, Sakura atterrerà con i piedi sul suo corpo e salterà giù, calpestandolo.
- Sakura Rain: Sakura lancia uno Shinku Hadoken verso il suo avversario. Se la mossa colpisce a distanza ravvicinata, Sakura punta verso il suo avversario prima di proseguire con quattro Shunpukyaku a terra . Mentre il suo avversario inciampa, lei lancia un potente ma devastante Shouoken che lo lancia in aria. Sakura atterra perfettamente in piedi, mentre il suo avversario si schianta al suolo. Critical at di Street Fighter 5
- Nekketsu Hadoken: meteo combo nelle versioni Ex2 e 3,è una Hadoken di grandi dimensioni color rosa che infliffe molto danno. Può essere utilizzata da Ace in SfEX3, ma è di color blu
- Tengyo Hadoken: Sakura raccoglie l'energia del ki nei e attraverso i suoi palmi. Quindi spinge i palmi verso l'alto, rilasciando l'ondata di energia verso il cielo. Tenendo premuto il pulsante del calcio, Sakura carica la sua palla di fuoco per aumentarne la potenza. Presente in alcune versioni di Rival scool e in Street Fighter 5
- Shinku Soukuu Hadoken: eseguendo uno Shinku Hadoken saltando, il colpo scende obliquamente dall'alto. Presente in capitoli Marvel vs capcom e Rival school

## Fama
IGN ha posizionato Sakura al ventunesimo posto della loro "Top 25 Personaggi di Street Fighter", facendo notare come il suo stile nipponico sia quasi una dolce parodia delle vere studentesse giapponesi.